# Hylobius transversovittatus
Hylobius transversovittatus är en skalbaggsart som först beskrevs av Johann August Ephraim Goeze 1777.  Hylobius transversovittatus ingår i släktet Hylobius, och familjen vivlar. Arten är reproducerande i Sverige.

## Bildgalleri

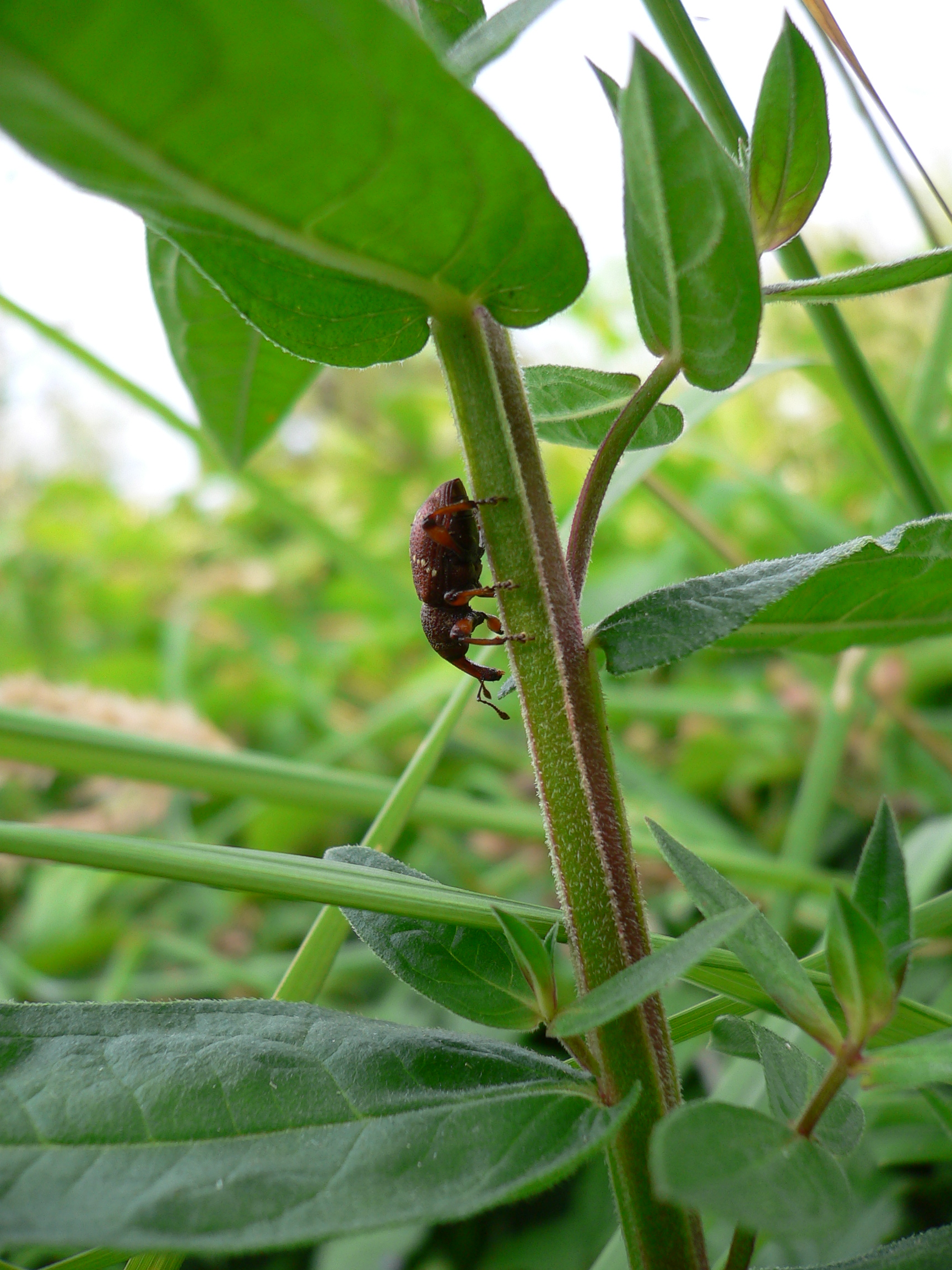
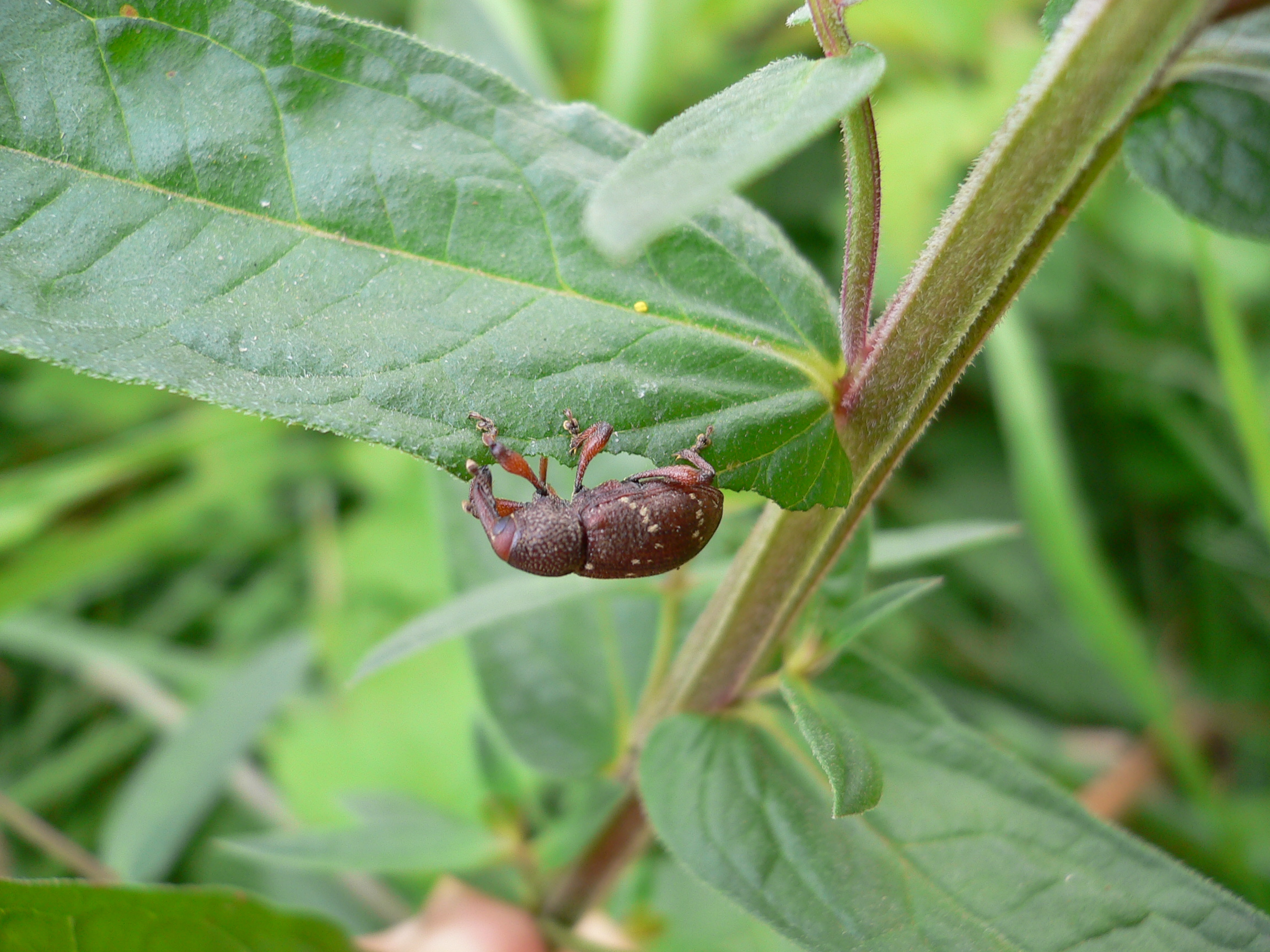
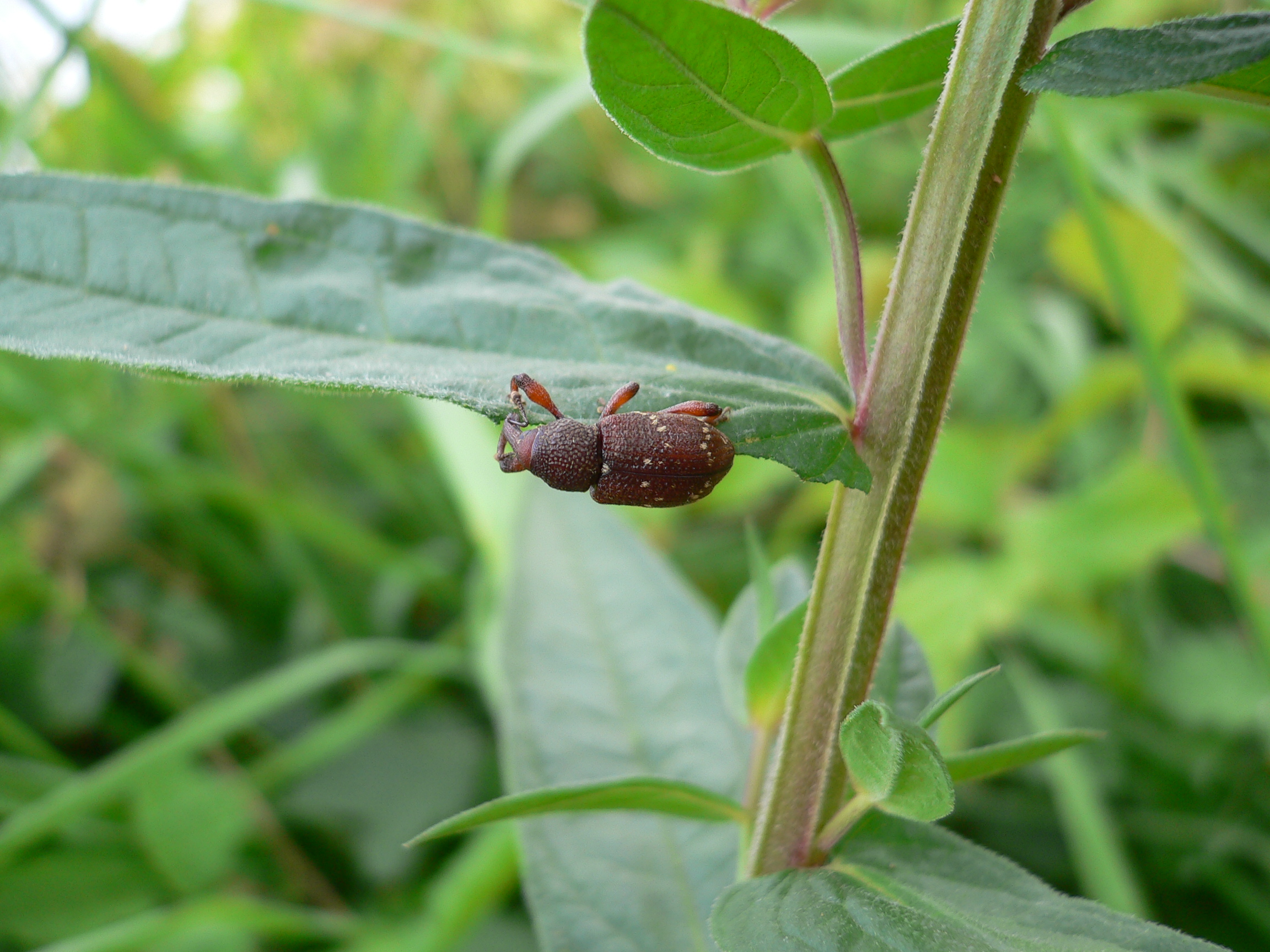
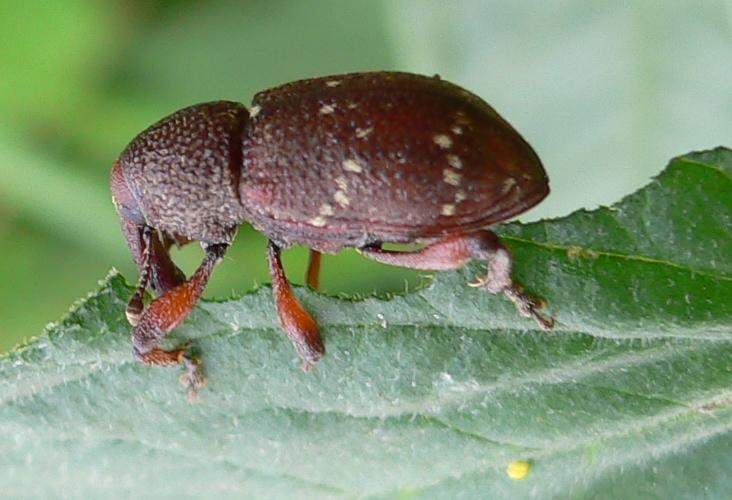